# National Corvette Museum
National Corvette Museum är ett museum tillägnat Chevrolet Corvette, en amerikansk sportbil som tillverkats sedan 1953. Det är beläget i Bowling Green, Kentucky. Anläggningen invigdes i september 1994.
Den 12 februari 2014 rasade 8 av bilarna ner i ett slukhål som uppstod i en utställningshall
.